# Michael Topping
Michael Topping (né en 1747 - mort en 1796) est un administrateur anglais. Surveillant en chef des activités marines du Fort St. George à Chennai, il est responsable de la fondation de la Guindy Engineering College (en), la plus vieille école technique moderne hors-Europe. Sa construction est complétée le 17 mai 1794 et elle accueille une première cohorte de 8 étudiants. 
Topping est le premier surveillant de mer professionnel à temps plein en Inde, surveillant les mers de la côte de Coromandel. Il arrive également à convaincre l'astronome William Petrie (en) de donner son équipement au gouvernement afin de créer le premier observatoire astronomique moderne au Nungambakkam (en). 